# احتمال پوشش
در آمار، احتمال پوشش (به انگلیسی: Coverage probability) یا به اختصار پوشش، این احتمال است که یک فاصله اطمینان یا ناحیه اطمینان شامل مقدار واقعی پارامتر مورد علاقه باشد. می‌توان آن را به‌عنوان نسبت مواردی تعریف کرد که در آن فاصله، مقدار واقعی که توسط فرکانس بلندمدت ارزیابی می‌شود، را احاطه می‌کند.